# Cáncer de pene
El cáncer de pene es un tumor maligno que tiene una incidencia baja en los países desarrollados, pues se produce con una frecuencia inferior a un caso por cada 100.000 habitantes al año. En Estados Unidos se realizan alrededor de 1500 diagnósticos nuevos al año. Sin embargo, el número de casos es mucho mayor en las regiones poco desarrolladas, representado en algunos países africanos como Uganda hasta el 10% de los tumores malignos que se presentan en el varón. La edad media de aparición es 65 años.

## Causas
Se desconoce la causa exacta que origina la enfermedad. Parece ser que existe una asociación entre la infección por el virus del papiloma humano y el cáncer de pene. También se ha comprobado que es muy raro antes de los 50 años, 4 de cada 5 casos se producen en varones cuya edad supera los 55.

## Síntomas
Dado que este tumor aparece frecuentemente en la parte distal del pene o glande, que en algunos hombres está permanentemente cubierta por la piel del prepucio, es recomendable bajar periódicamente el prepucio para examinar la piel que se encuentra debajo del mismo. Los síntomas más frecuentes son:
- Lesión parecida a una verruga o protuberancia que aumenta progresivamente de tamaño en el curso de semanas o meses.
- Úlcera o llaga que no se cura por sí misma o vuelve a aparecer.
- Erupción de color rojo localizada en una porción del pene.
- A veces secreción persistente por debajo del prepucio.

Aunque estos síntomas pueden corresponder a diferentes procesos, muchas veces de carácter benigno, es conveniente consultar al médico para llegar a un diagnóstico exacto.

## Diagnóstico
Se manifiesta como una lesión que aparece en el glande o prepucio en más del 90% de las ocasiones y en el cuerpo del pene en el resto.
El diagnóstico se realiza practicando una biopsia de la lesión sospechosa. La muestra debe analizarse en un laboratorio de Anatomía Patológica. El tipo de tumor más habitual es el carcinoma epidermoide que puede adoptar distintas formas, como la superficial, infiltrante o ulcerovegetante.

## Clasificación TMN
Se utiliza para describir el grado de extensión de la enfermedad según un sistema de claves. El grado más bajo o ausencia de tumor correspondería a T0N0M0 y la máxima extensión a T4N3M1. A continuación se realiza un resumen de los principales grados.

### T - Tumor primario
- T0. No existe tumor primario.
- Tis. Carcinoma in situ.

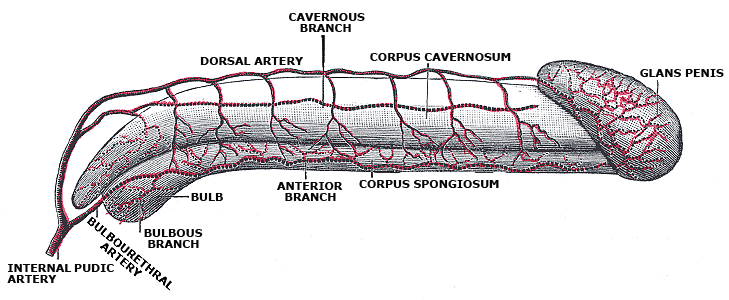
Diagrama anatómico de un pene: Corpus cavernosum = Cuerpo cavernoso, Corpus spongiosum = Cuerpo esponjoso, Glas penis = Glande, Dorsal artery = Arteria dorsal del pene, Internal pudic artery = Arteria pudenda interna, Bulbo-Urethral artery = Arteria del bulbo del pene

- T1. Invasión del tejido conjuntivo subepitelial (por debajo de la piel).
- T2. Invasión del cuerpo esponjoso o del cuerpo cavernoso del pene.
- T3. Invasión de la uretra.
- T4. Invasión de otras estructuras próximas.

### N -Ganglios linfáticosregionales
- N0. No existen ganglios linfáticos inguinales.
- N1. Ganglio linfático inguinal en un solo lado móvil y palpable.
- N2. Ganglios linfáticos inguinales múltiples móviles palpables.
- N3. Masa ganglionar de gran tamaño en región inguinal.

### M -Metástasis
- M0. No existen metástasis a distancia del tumor principal.
- M1. Sí existen metástasis a distancia del tumor principal.[1]

## Tratamiento
El tratamiento consiste en la extirpación de la lesión con márgenes amplios, mediante cirugía o la aplicación de láser, técnica recomendada cuando el tumor es menor de 2 cm y no infiltra el órgano en profundidad. 
En general se pretende conservar el órgano en la mayor amplitud posible, siempre que ello no comprometa la vida del paciente. Puede ocurrir que una extirpación demasiado conservadora para intentar mantener el órgano, tenga como consecuencia la no eliminación completa de la lesión maligna lo que conlleva la posibilidad de que produzca metástasis que invadan otras zonas del organismo. 
Cuando es posible se practica una glandectomía en la que únicamente se secciona el glande en mayor o menor extensión. En otros casos es preciso realizar una penectomía total o subtotal.
Otra posibilidad de tratamiento es la radioterapia externa que está recomendada en tumores pequeños y no infiltrantes de menos de 4 cm de diámetro. 
También se emplea la quimioterapia, bien como coadyuvante a las técnicas citadas anteriormente, o como tratamiento único en el caso de que la extensión del tumor no haga posible la cirugía.